# Grauer Mausmaki
Der Graue Mausmaki (Microcebus murinus) ist eine Primatenart aus der Gattung der Mausmakis innerhalb der Gruppe der Lemuren. Er zählt zu den am besten erforschten und am weitesten verbreiteten Arten seiner Gattung.

## Merkmale
Der Graue Mausmaki gehört zu den größeren Vertretern der Mausmakis. Er erreicht eine Kopf-Rumpf-Länge von 12 bis 14 Zentimetern, der Schwanz wird 12 bis 15 Zentimeter lang. Das Gewicht beträgt durchschnittlich 60 Gramm, es variiert zwischen 40 und 70 Gramm und ist stark saisonalen Schwankungen unterzogen. Das Fell dieser Art ist an der Oberseite graubraun gefärbt, die Unterseite ist weißlich oder hellbraun. Die Ohren sind verglichen mit anderen Mausmakis relativ groß und stehen deutlich hervor. Die Augen sind ebenfalls groß.
Unterarten werden nicht unterschieden. Es gibt jedoch mehrere Populationen mit etwas abweichender Fellfarbe, sodass eine zukünftige Beschreibung mehrerer Unterarten nicht unwahrscheinlich ist.

## Verbreitung und Lebensraum

Verbreitungsgebiet (rot) des Grauen Mausmakis auf Madagaskar

Das Verbreitungsgebiet des Grauen Mausmakis verläuft entlang der gesamten West- und Südwestküste Madagaskars. In diesem großen Verbreitungsgebiet bewohnen sie verschiedene Formen von Wäldern, insbesondere trockene Laubwälder. Sie sind auch in Plantagen und Gärten zu finden und dürften sehr flexibel und anpassungsfähig in ihren Ansprüchen zu sein. Als Besonderheit lebt diese Art in vielen Gebieten in Sympatrie mit anderen Mausmakiarten.

## Lebensweise
Graue Mausmakis sind wie alle Mausmakis nachtaktive Baumbewohner. Tagsüber schlafen sie in Baumhöhlen, die sie mit Pflanzen auspolstern, oder selbstgemachten Blätternestern. Die Weibchen können Gruppen von zwei bis neun Tieren bilden, die tagsüber gemeinsam schlafen, in der Nacht aber getrennt auf Nahrungssuche gehen. Die Männchen leben eher einzelgängerisch, sie zeigen ein Territorialverhalten und markieren ihr Revier mit Urin oder Kot. Die Territorien der Männchen sind teilweise vierfach so groß wie die der Weibchen und sind stark überlappend, insbesondere während der Fortpflanzungszeit.
Graue Mausmakis fallen während der trockenen Wintermonate (Juni bis September) in einen kurzen Torpor oder einen längeren Winterschlaf. Winterschlaf wurde hauptsächlich bei den Weibchen beobachtet. Zu diesem Zweck legen sie während der feuchten Jahreszeit einen Fettvorrat in ihrem Schwanz an. Während des Torpor verringert sich ihr Körpergewicht beträchtlich und auch die Körpertemperatur wird abgesenkt.

## Nahrung
Der Graue Mausmaki ernährt sich von Früchten, Blüten, Insekten und Harzen. Das Nahrungsspektrum wechselt abhängig von der Verfügbarkeit. So werden in der Regenzeit vorwiegend Früchte konsumiert und in der Trockenzeit Harze und Insekten.

## Fortpflanzung
Die Paarung erfolgt unmittelbar nach Ende der Trockenzeit im September oder Oktober. Nach rund 60-tägiger Tragzeit kommen im November oder Dezember meist zwei (seltener auch drei) Jungtiere zur Welt. Teilweise kommt es dann, je nach Gebiet und Dauer der Regenzeit, zu einer zweiten Fortpflanzungsperiode mit einer zweiten Paarungszeit im Dezember und einem zweiten Wurf im Januar und Februar. Die Jungtiere verbringen ihre ersten Lebenswochen im Nest der Mutter. Später werden sie dann von der Mutter während der nächtlichen Aktivität im Maul herumgetragen und jeweils für ein bis zwei Stunden an wechselnden Stellen im Gestrüpp geparkt (infant parking), während das Muttertier auf Futtersuche geht.

## Bedrohung
Der Graue Mausmaki gilt zurzeit durch seine weite Verbreitung und seine generalistische Lebensweise nicht als bedroht. Er zählt zu den häufigsten Lemuren, die IUCN listet ihn als „nicht gefährdet“ (least concern).
In Deutschland ist die Art in Frankfurt, Berlin, Saarbrücken und Aue zu sehen.